# Contea di Lăpușna

## Storia
La contea di Lăpușna (in romeno Județul Lăpușna) è stato uno dei distretti in cui era suddivisa la Moldavia fino al 2003.
In conformità con la riforma amministrativa del 1999, l'intero territorio della Moldavia invece che in 40 distretti era stato diviso in 9 contee e un'unità territoriale autonoma (la Gagauzia).
La contea di Lăpușna fu formata in seguito alla fusione dei distretti di Basarabeasca, Leova, Hîncești, Cimișlia e parte del distretto di Căinari. Il centro amministrativo della contea era la città di Hîncești.
Nel marzo 2003 tutti i distretti che facevano parte della contea, ad eccezione di Căinari, sono stati ripristinati e la contea stessa è stata abolita.

## Geografia
Si trova nella zona centrale del Paese, confinante a sud-est con l'Ucraina e a ovest con la Romania. Tra le sue principali città sono da annoverare Cărpineni, Mingir, Leușeni e Boghiceni. 
È una tra le più fertili zone della Moldavia. Grazie a ciò si sono enormemente sviluppate la viticoltura e la frutticoltura. Vi si trovano inoltre numerosi allevamenti di suini, ovini e bovini.

## Curiosità
Durante il periodo in cui la Bessarabia faceva parte del Regno di Romania, il territorio corrispondente a quello della contea era annesso al distretto di Chișinău.